# 오카자키 세이조
오카자키 세이조(일본어: 岡崎生三, 1851년 2월 3일(가에이 4년 1월 3일) ~ 1910년(메이지 43년) 7월 27일)는 일본 제국의 군인이다. 최종 계급은 육군 중장이며 작위는 남작이다.

## 생애
도사번의 번사 오카자키 슌조(岡崎俊蔵)의 장남으로 태어났다. 보신 전쟁의 출정 이후 1871년(메이지 4년)에 어친병으로 상경하여 육군 군조(陸軍軍曹), 권조장(権曹長)으로 승진하였으며 1872년(메이지 5년)에 육군 중위가 되었다. 도쿄 진대부(東京鎮台付) 등을 역임하였으며, 1877년(메이지 10년) 3월부터 10월까지 세이난 전쟁에 출정하여 보병 제1연대 대대장, 보병 제6연대 대대장, 오사카 진대 참모, 근위 보병 제4연대 대대장 등을 역임하였고, 1889년(메이지 22년) 11월에 동궁 무관(東宮武官)으로 취임하였다.
후비(後備) 보병 제1연대장, 유수(留守) 제4사단 참모장 등을 역임하였고, 1895년(메이지 28년) 11월에 웨이하이웨이(威海衛) 점령군 참모장으로 취임하여 1898년(메이지 31년) 5월까지 주둔하였다. 참모본부부(参謀本部付), 제4사단 참모장 등을 역임하였으며, 1901년(메이지 34년) 2월에 육군 소장으로 진급하였다. 러일 전쟁 때에는 보병 제15여단장으로 출정하여 사하 전투(沙河会戦)에 참여하였다. 보병 제20여단장 등을 역임하고, 1906년(메이지 39년) 7월에 육군 중장으로 승진하여 제13사단장으로 보임되었다. 1907년(메이지 40년) 9월에 남작의 작위를 수여받아 화족이 되었다. 1910년 6월에 대기 상태에 있다가, 다음 달에 사망하였다.